# Jing An Kerry Centre
Il Jing An Kerry Centre è un complesso di tre grattacieli situato nel distretto di Jing'an, a Shanghai, in Cina.
- La torre 1, costruita tra il 1996 e il 1998, si sviluppa per 132,8 metri di altezza su 30 piani (più 2 ulteriori piani sotterranei).[2]
- La torre 2, la più alta del complesso, è stata costruita tra il 2009 e il 2013, si sviluppa per 260 metri di altezza su 58 piani.[3]
- La torre 3, costruita tra il 2009 e il 2013, si sviluppa per 197,8 metri di altezza su 43 piani.[4]

## Trasporti
Il complesso è servito dalla linea 2 e dalla linea 7 della metropolitana di Shanghai (stazione di Jing'an Temple).